# Підводні човни класу U-5
Підводні човни класу U-5  — тип підводних човнів Ц. К. військового флоту Австро-Угорщини, що брали участь у 1-й світовій війні. Проект підводних човнів класу U-5 розробив американський винахідник Джон Голланд, який одним з перших розробив міцний корпус човнів гідродинамічної форми. Підводні човни класу С флоту США були прототипами човнів класу U-5 австро-угорського флоту. Для їхнього виготовлення була куплена ліцензія у компанії Electric Boat Голланда. Виготовленням човнів займалась компанія Whitehead & Co з Фіуми, чий засновник, англійський інженер Роберт Уайтгед був головним інженером військової компанії Stabilimeno Technico Fiumano та винахідником торпеди, які його фірма поставляла Німеччині, Франції, Іспанії, Японії, Італії, Росії і т. д., продала ліцензію Великій Британії.
Підводні човни класу U-5 були модерною зброєю свого часу з водотоннажністю 240/273 т, довжиною 32 м. На човні знаходились 6-циліндровий бензиновий мотор і два електромотори. , а U-6 у червні 1919 року. Компанія Whitehead's заклала самостійно третій човен (SS-3) на своїй верфі у березня 1911 року, після чого сподівалась на підписання контракту з флотом. Човни були озброєні двома 450 мм ТА, а 1915 озброєні 37 мм гарматами.
Після завершення війни човен U-5 був переданий Італії, де його порізали на металобрухт 1920 року.

### U-5
U-5 заклали у квітні 1907 року, спустили на воду у лютому 1909 року і включили до флоту у квітні 1910 року, використовуючи для тренувань екіпажів. Човном командували Урбан Пассерар (квітень 1910-вересень 1912), Людвиг Ебергардт (вересень 1912-червень 1914), Фрідріх Шлоссер (червень 1914-квітень 1915), Георг Ріттер фон Трапп (квітень-жовтень 1915), Людвиг Ебергардт (жовтень-листопад 1915), Фрідріх Шлоссер (листопад 1915-липень 1917), Альфонс граф Монтекукколі 9 серпня-жовтень 1918). Човен знаходився на базі на хорватських островах Бріуни, а з 1914 у Которі. У грудні 1914 його озброїли 37 мм гарматою L23. Вночі 27 квітня 1915 у протоці Отранто човен торпедував італійський панцерний крейсер «Léon Gambetta» (12,400 т), який затонув за 10 хвилин. З 821 моряків загинуло 684 осіб, серед яких був контр-адмірал, командувач 2-го дивізіону Віктор Баптистин Сенес. У червні 1915 на човні встановили 47 мм гармату. 5 серпня 1915 човен торпедував італійський підводний човен «Нереїд», а наприкінці місяця біля Дуррес полонив грецький корабель «Cefalonia» (1,034 т). У червні 1916 човен потопив озброєний торговий корабель «Principe Umberto», на якому загинуло 1750 осіб. 16 травня 1917 у Фажана каналі біля Пули човен U-5 підірвався на міні. Він затонув на глибині 36 м, втративши 6 членів екіпажу. До 24 травня човен підняли. Під час ремонту на ньому встановили нову ходову рубку, 75 мм гармату. Після завершення війни човен передали Італії і порізали на металобрухт до 1920 року.

### U-6
Проект човна розробляли американські інженери Джон Голланд і Саймон Лейк — винахідник перископу підводних човнів (1902), стерна занурення. 21 лютого 1908 човен заклали і спустили на воду 12 червня 1909 року. Човен увійшов до флоту 1 липня 1910 року. на початку війни на човні встановили 37 мм гармату, а у грудні 1914 на U-5 і U-6 встановили перші радіопередавачі. 18 березня 1916 човен потопив французький міноносець «Renaudin» (756 т). 12 травня 1916 у протоці Отранто човен потрапив у протичовнову сітку, яку тягнули тральщики «Calistoga», «Dulcie Doris», «Evening Star II». Зрозумівши неможливість визволення капітан знищив книгу кодів, секретні документи і самозатопив човен.

### U-12
Підводний човен SS-3 компанія Whitehead & Co безуспішно намагалась продати з 1911 флотам Австро-Угорщини, Перу, Португалії, Голландії, Бразилії, Болгарії. Після початку війни 21 серпня 1914 човен включили до складу флоту як U-12 під командуванням Егона Лерха та озброїли 37 мм гарматою. 12 грудня 1914 човен торпедував модерний французький дредноут «Жан Бар». Торпеда детонувала біля порохової камери. Важко пошкоджений корабель дійшов до Мальти, де його чекав тривалий ремонт. Через декілька днів човен взяв у полон шість баркасівив грецький торговий корабель (1,065 т). У серпні 1915 човен послали до Венеціанської затоки для виявлення мінних полів. 6 серпня човен обстріляв італійський міноносець «Rosolino Pilo» і важко пошкодив. Через два дні на місці занурення човна моряки з драги побачили підводний вибух. Водолази виявили на дні рештки човна. Припускають, що човен підірвався на міні. Через рік італійці підняли човен, який був першою втратою Ц. К. флоту. 17 решток моряків похоронили на цвинтарі San Michele Венеції.

## Галерея

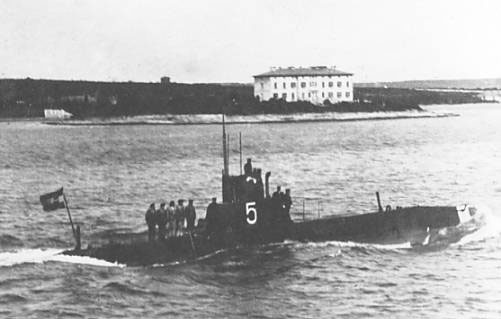
U-5 у порті Бріоні
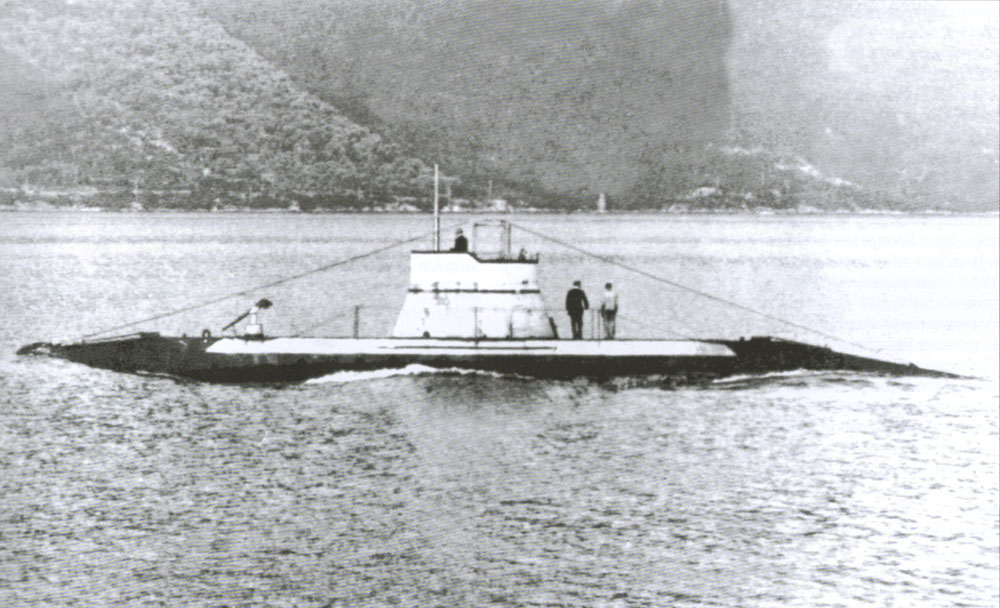
U-5 з модернізованою рубкою. 1915
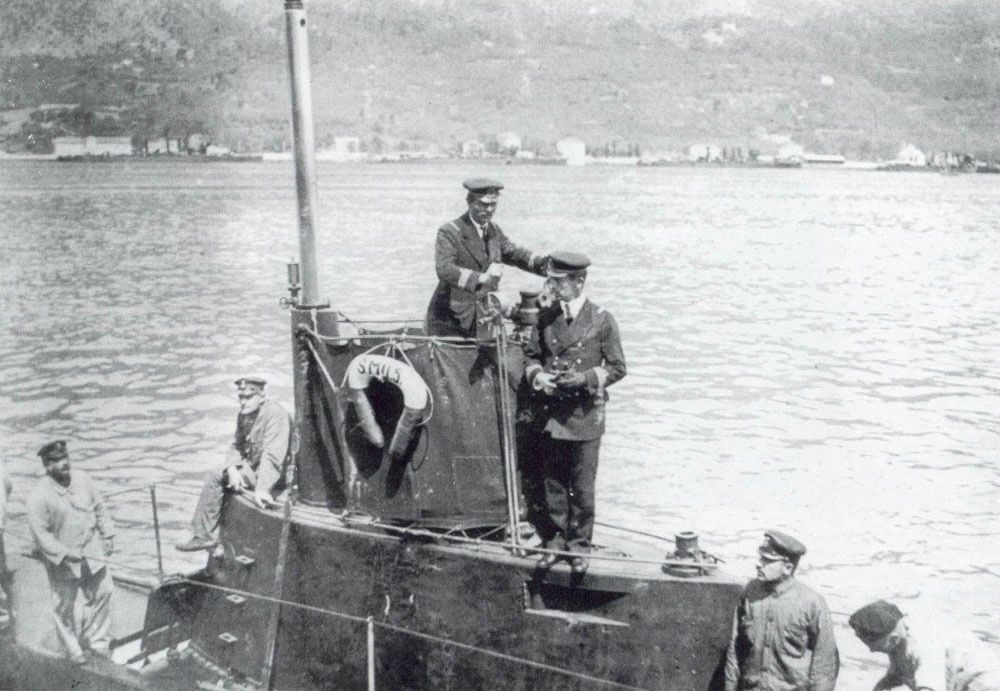
Капітан Трапп на рубці U-5
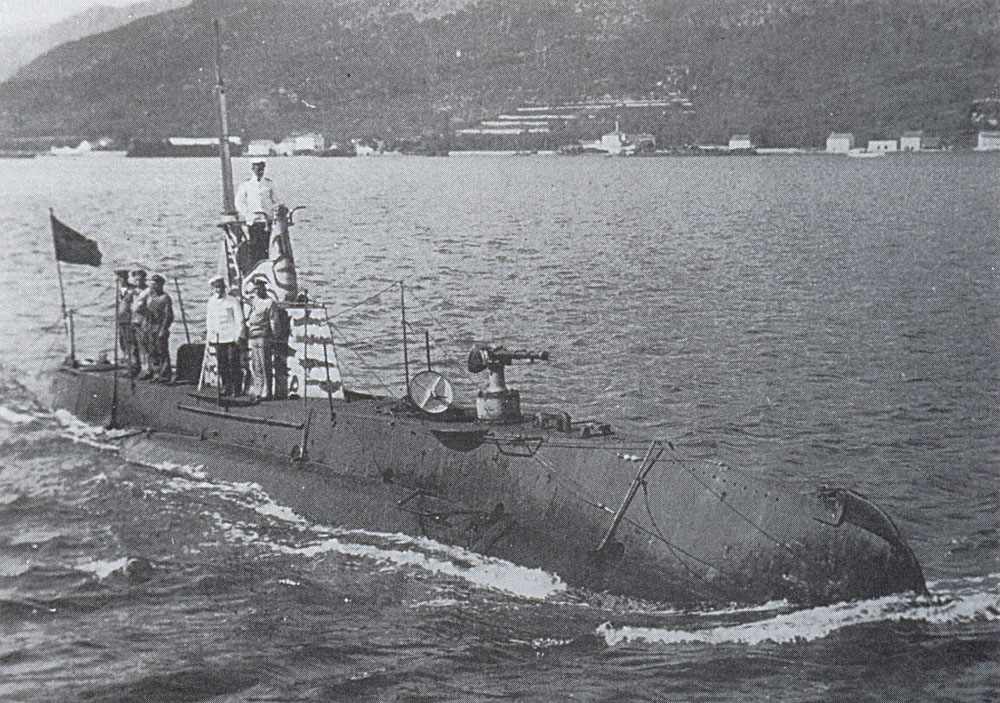
U-5 на базі у Которі. 25 серпня 1915
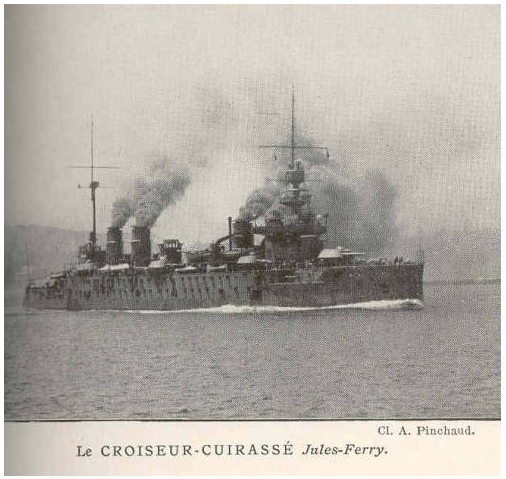
Затоплений U-5 крейсер "Leon Gambetta"
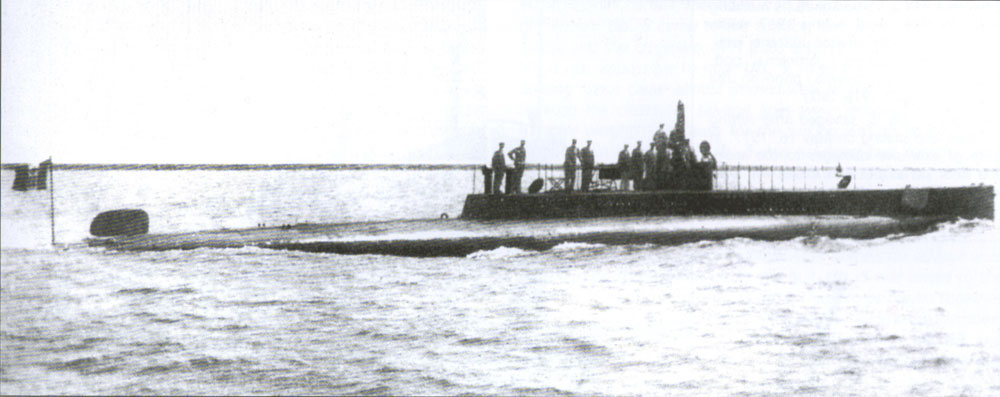
Затоплений U-5 італійський човен «Нереїд»
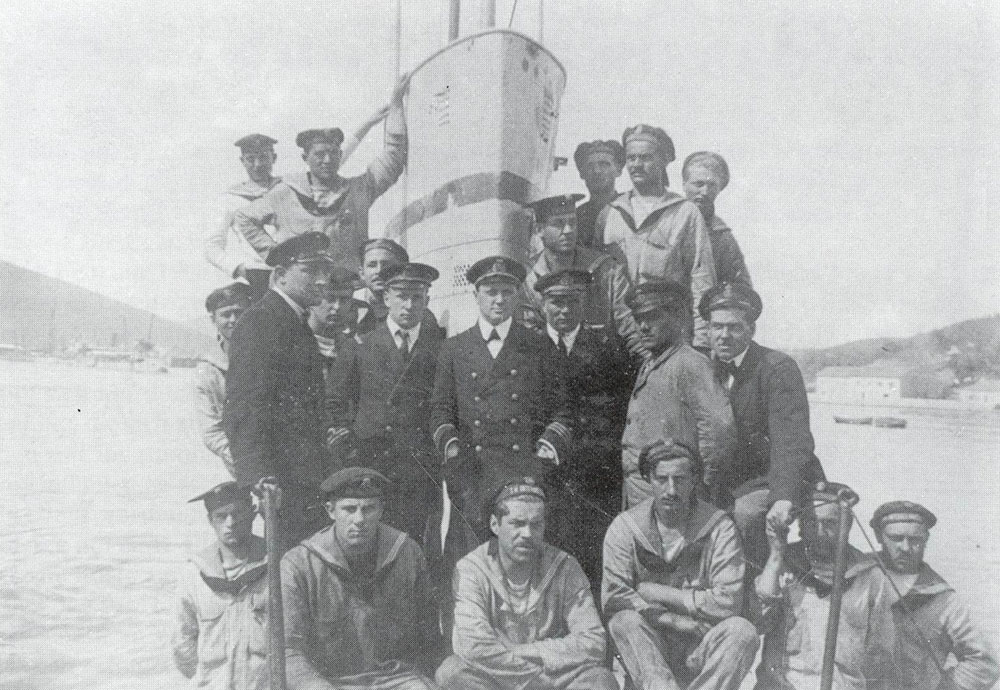
Екіпаж U-6 після потоплення "Renaudin"
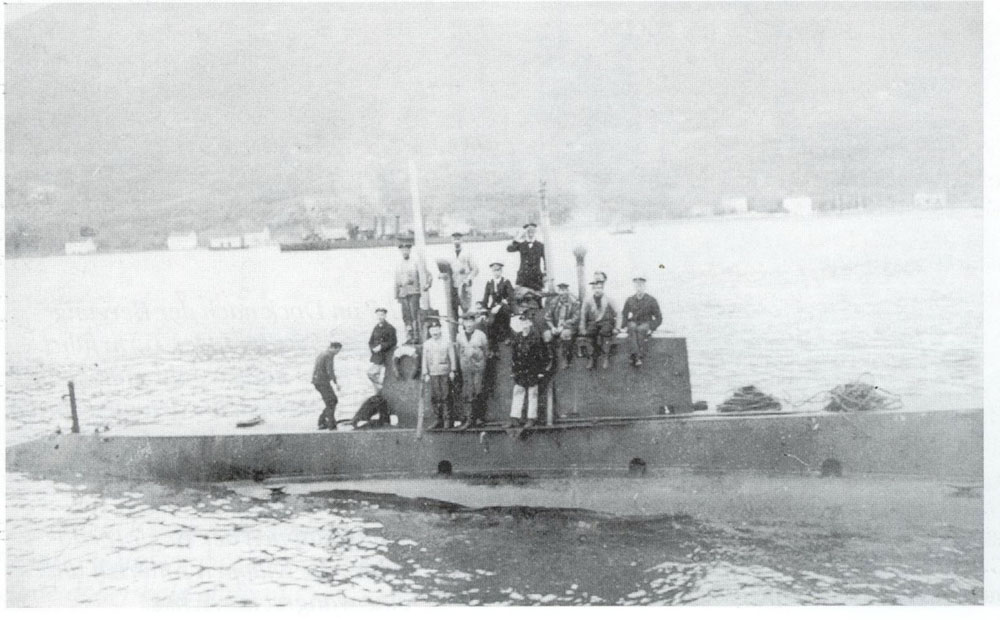
U-12 у Пулі
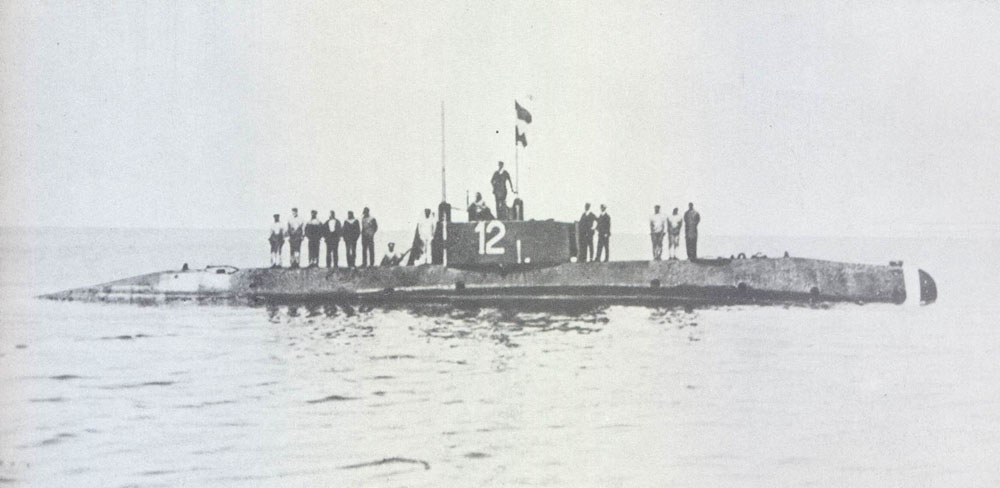
U-12 у Пулі
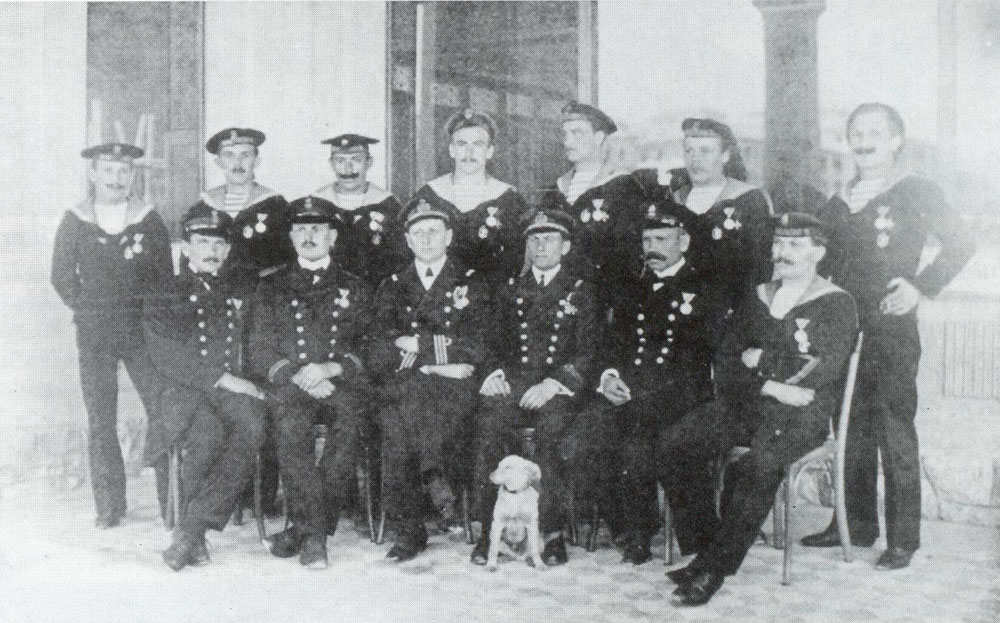
Екіпаж U-12 після торпедування французького дредноута
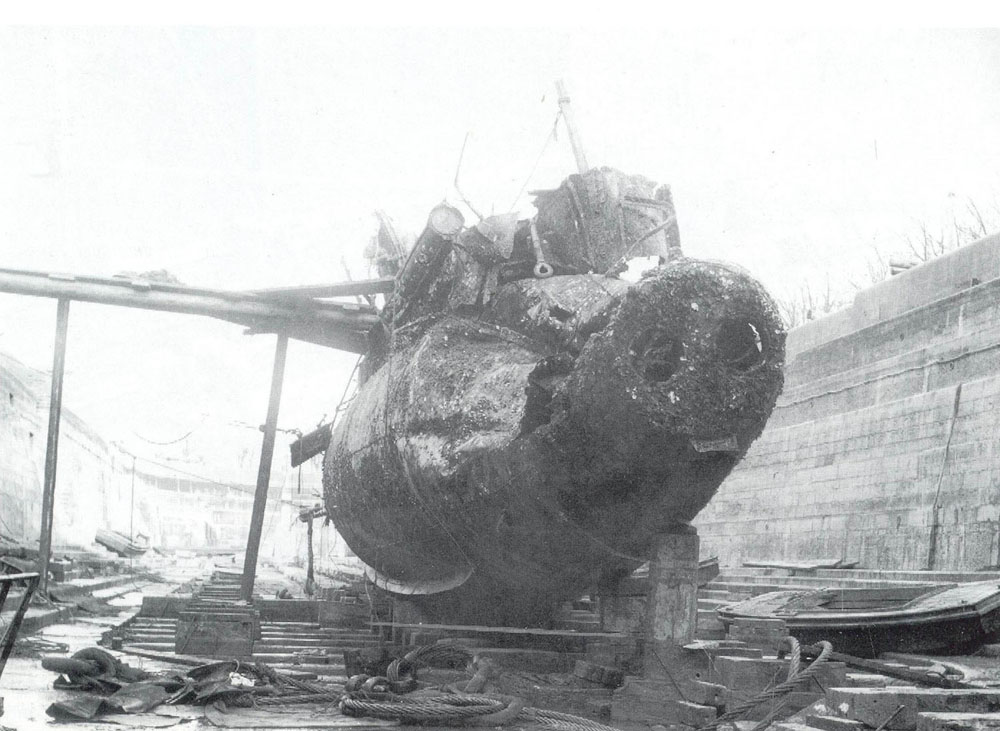
Рештки U-12 у доці
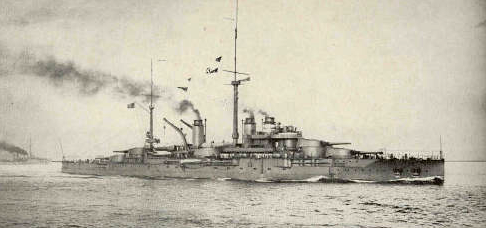
"Jean Bart". 1913